# Нову-Бразил
Нову-Бразил (порт. Novo Brasil) — муниципалитет в Бразилии, входит в штат Гояс. Составная часть мезорегиона Центр штата Гойас. Находится в составе крупной городской агломерации. Входит в экономико-статистический микрорегион Ипора. Население составляет 4181 человек на 2000 год. Занимает площадь 649,954 км². Плотность населения — 5,7 чел./км².
Праздник города — 9 декабря. 

## История
Город основан в 1958 году.

## Статистика
- Валовой внутренний продукт на 2003 год составляет 24 524 474,00 реалов (данные: Бразильский институт географии и статистики).
- Валовой внутренний продукт на душу населения на 2003 год составляет 6233,98 реала (данные: Бразильский институт географии и статистики).
- Индекс развития человеческого потенциала на 2000 год составляет 0,712 (данные: Программа развития ООН).

## География
Климат местности: тропический.